# Flags of the World
Flags of the World (FOTW) – organizacja weksylologiczna nieposiadająca fizycznej siedziby, bazująca na Internecie. Równocześnie jest to portal z największą w sieci www bazą danych z dziedziny weksylologii, prowadzący także listę e-mailową. FOTW założono w 1993, w 2001 został przyjęty do Międzynarodowej Federacji Stowarzyszeń Weksylologicznych, formalnie jako organizacja kanadyjska.

## Strona www
Strona www FOTW liczy (stan na koniec 2007 roku) ok. 33 tys. podstron, zawierających 62 tys. wzorów flag wszystkich typów – państwowych, regionalnych, samorządowych, flag organizacji, wojskowych itp. Dostępny jest na niej także słownik terminologii weksylologicznej. Aktualizacja serwisu odbywa się raz w tygodniu, jednakże niektóre mirrory przeprowadzają ją raz w miesiącu, lub rzadziej. Z powodu częstych zmian wzorów flag, część danych w bazie ulega dezaktualizacji.

## Lista e-mailowa
Lista e-mailowa liczy ponad 800 członków i jest głównym źródłem nowych materiałów publikowanych w serwisie. Zarządza nią grupa wolontariuszy.

## Flaga FOTW

Flaga Flags of the World

Flags of the World posiada własną flagę. Jest nią błękitny prostokąt z wąskim białym pionowym pasem z lewej strony. Symetrycznie względem linii rozgraniczającej barwy białą i błękitną oraz nieco powyżej poziomej osi symetrii umieszczono 6 gwiazd pięcioramiennych, ułożonych w okrąg z pięciu gwiazd z szóstą umieszczoną w środku. Autor flagi, Mark Sensen, wyjaśnia jej symbolikę następująco:
- barwa biała symbolizuje pokój
- barwa błękitna oznacza rozwój
- barwy sześciu gwiazd to barwy najczęściej używane we flagach
- połączone ze sobą gwiazdy układają się w symbol, w którym ich połączenie symbolizuje Internet